# 格罗顿 (南达科他州)
格罗顿（英語：Groton），是美国南达科他州下属的一座城市。根据2010年美国人口普查，该市有人口1,458人。2011年估计该市人口约有1,469人，年增长率为0.75%。